# Apoera
Apoera este un sat  situat în partea de vest a Surinamului, pe râul Courantyne, la frontiera cu Guyana. Mulți dintre locuitori fac parte din tirbul Arawak. 24 km NV de sat, peste râu se află localitatea Orealla din Guyana.